# Pusté Sady
Pusté Sady (Hongaars: Pusztakürt) is een Slowaakse gemeente in de regio Trnava, en maakt deel uit van het district Galanta.
Pusté Sady telt 621 inwoners.